# Публий Корнелий Сципион (начальник конницы)
Пу́блий Корне́лий Сципио́н (лат. Publius Cornelius Scipio; умер после 350 года до н. э.) — древнеримский политический и военный деятель из патрицианского рода Корнелиев Сципионов, курульный эдил 366 года до н. э.

## Биография
Публий Корнелий Сципион был сыном двукратного консулярного трибуна (в 395 и 394 годах до н. э.), носившего такое же имя. Сципион-младший стал одним из первых курульных эдилов, которые были избраны на 366 год до н. э., когда на одну из двух курульных магистратур было разрешено возводить плебея. Известно, что его коллегой по должности являлся Гней Квинкций Капитолин.
Позднее, в 350 году до н. э. Сципион был назначен начальником конницы (Magister equitum) при диктаторе Луции Фурии Камилле.